# Parupeneus multifasciatus
Parupeneus multifasciatus är en fiskart som först beskrevs av Jean René Constant Quoy och Joseph Paul Gaimard 1825.  Parupeneus multifasciatus ingår i släktet Parupeneus och familjen mullefiskar. IUCN kategoriserar arten globalt som livskraftig. Inga underarter finns listade i Catalogue of Life.